# Whiting (Wisconsin)
Whiting ist eine Gemeinde (mit dem Status „Village“) im Portage County im US-amerikanischen Bundesstaat Wisconsin. Im Jahr 2010 hatte Whiting 1724 Einwohner.

## Geografie
Whiting liegt in der Mitte Wisconsins, an der Mündung des Plover River in den Wisconsin River, einen linken Nebenfluss des Mississippi. 
Die geografischen Koordinaten von Whiting sind 44°29′37″ nördlicher Breite und 89°33′31″ westlicher Länge. Das Gemeindegebiet erstreckt sich über eine Fläche von 5,59 km², die sich auf 4,61 km² Land- und 0,98 km² Wasserfläche verteilen. 
Nachbarorte von Whiting sind Stevens Point (an der nördlichen Gemeindegrenze), Custer (13 km ostnordöstlich), Plover (an der südlichen Gemeindegrenze), Rudolph (23,4 km westlich) und Junction City (22,2 km nordwestlich).
Die nächstgelegenen größeren Städte sind Wausau (59,4 km nördlich), Green Bay am  Michigansee (141 km östlich), Appleton (113 km ostsüdöstlich), Wisconsins größte Stadt Milwaukee (244 km südöstlich), Wisconsins Hauptstadt Madison (171 km südlich), La Crosse am Mississippi (187 km westsüdwestlich), Eau Claire (187 km westnordwestlich) und die Twin Cities in Minnesota (317 km in der gleichen Richtung).

## Wirtschaft
Neenah Paper betreibt im Ort eine Papiermühle.

## Verkehr
Die Interstate 39 und der hier auf einem gemeinsamen Streckenabschnitt verlaufende U.S. Highway 51 führt in Nord-Süd-Richtung in einem Abstand von etwa einem Kilometer östlich an Whiting vorbei. Durch das Zentrum verläuft in Nord-Süd-Richtung der Business US 51. Alle weiteren Straßen sind untergeordnete Landstraßen, teils unbefestigte Fahrwege sowie innerörtliche Verbindungsstraßen.
Durch Whiting führt für den Frachtverkehr eine Eisenbahnstrecke der Canadian National Railway (CN).
Mit dem Stevens Point Municipal Airport befindet sich 7,3 km nordnordöstlich ein kleiner Flugplatz. Der nächste Verkehrsflughafen ist der Central Wisconsin Airport in Mosinee bei Wausau (36,3 km nordnordwestlich).

## Bevölkerung
Nach der Volkszählung im Jahr 2010 lebten in Whiting 1724 Menschen in 750 Haushalten. Die Bevölkerungsdichte betrug 374 Einwohner pro Quadratkilometer. In den 750 Haushalten lebten statistisch je 2,13 Personen. 
Ethnisch betrachtet setzte sich die Bevölkerung zusammen aus 95,5 Prozent Weißen, 0,2 Prozent Afroamerikanern, 0,1 Prozent amerikanischen Ureinwohnern, 2,0 Prozent Asiaten sowie 1,3 Prozent aus anderen ethnischen Gruppen; 0,8 Prozent stammten von zwei oder mehr Ethnien ab. Unabhängig von der ethnischen Zugehörigkeit waren 2,6 Prozent der Bevölkerung spanischer oder lateinamerikanischer Abstammung. 
15,7 Prozent der Bevölkerung waren unter 18 Jahre alt, 53,8 Prozent waren zwischen 18 und 64 und 30,5 Prozent waren 65 Jahre oder älter. 52,3 Prozent der Bevölkerung war weiblich.
Das mittlere jährliche Einkommen eines Haushalts lag bei 46.691 USD. Das Pro-Kopf-Einkommen betrug 27.094 USD. 8,5 Prozent der Einwohner lebten unterhalb der Armutsgrenze.